# Grumman X-29
El Grumman X-29 fue un avión de caza experimental que sirvió de base para investigar un conjunto de nuevas tecnologías, para aplicarlas en el futuro en otros aviones de combate de 5° generación; las más destacadas fueron el ala en flecha invertida y las superficies de vuelo tipo canard. 

## Historia
Siguiendo el programa de pruebas de los aviones X, se construyó este moderno avión para preparar el diseño, la tecnología y la posible producción en serie en el futuro, de un avión de combate de 5° generación. El X-29 realizó su primer vuelo en 1984 y durante los siguientes diez años, los dos X-29 construidos fueron usados por la DARPA para realizar pruebas de vuelo.

## Diseño

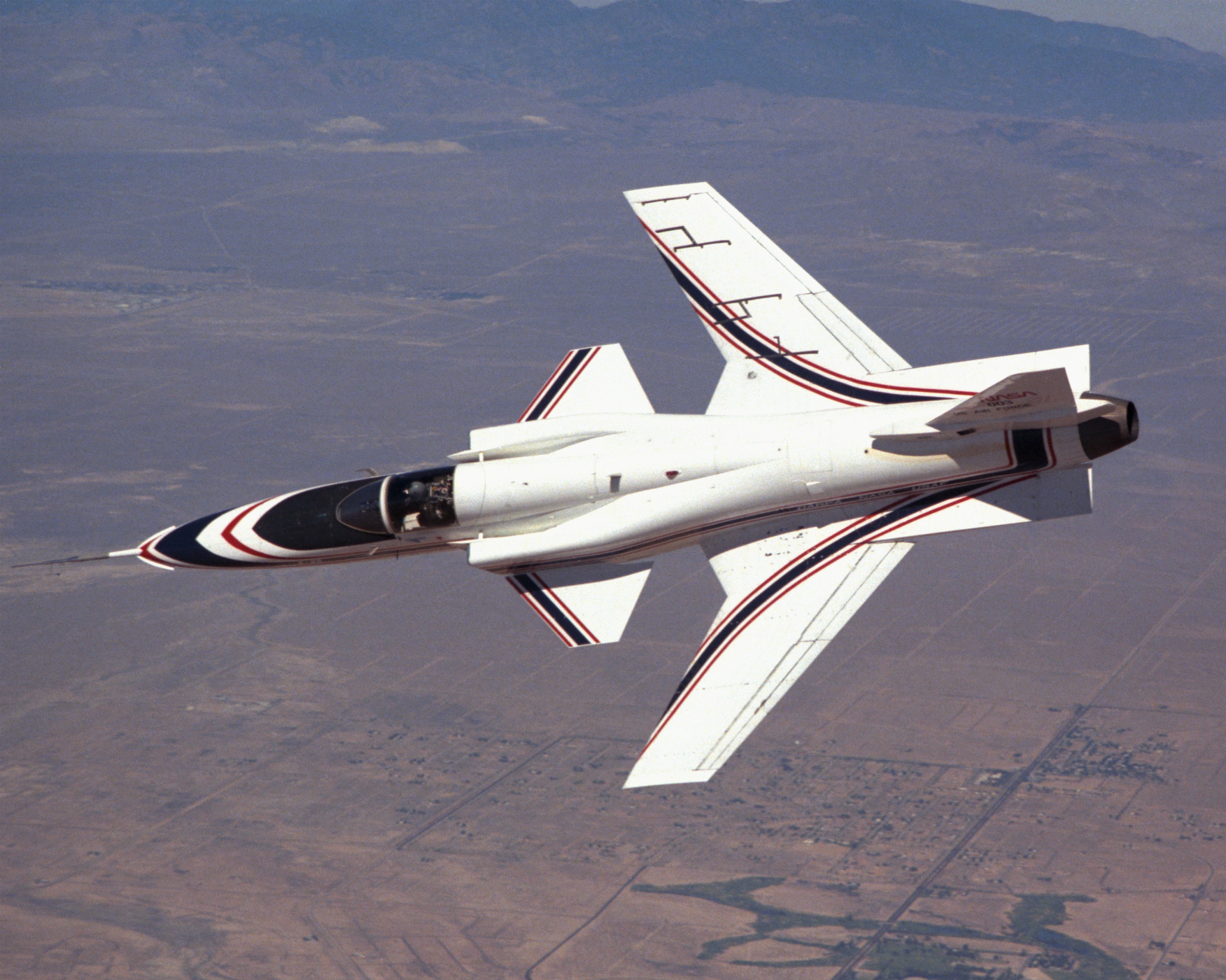
Grumman X-29, 24 de julio de 1987.

Avión de pruebas de vuelo y laboratorio de nuevas tecnologías, de diseño monomotor, con alas invertidas y alerones delanteros canard's, para alta maniobrabilidad. La inestabilidad aerodinámica inherente de esta configuración, requirió el uso de modernos controles fly-by-wire computarizados, y fue necesario, el uso de avanzados materiales compuestos, para fabricar el ala, lo suficientemente rígida, pero sin que resultara demasiado pesada, diseño que luego se aplicó con éxito en los nuevos aviones de 5° generación, con alas que tienen materiales compuestos y una forma convencional, tipo romboidal, como el Lockheed Martin F-22 Raptor que si se fabricó en serie, y el más moderno Lockheed Martin F-35 Lightning II, que siendo elegido como avión más capaz en el programa JSF (Joint Strike Fighter) ya forma parte de las fuerzas aéreas de varios países.
La cabina es monoplaza y tiene pequeños difusores de ingreso de aire a los motores, instalados a los costados de la cabina, donde se conectan los alerones delanteros, en forma similar al caza Saab 39 Gripen, aunque nunca se consideró su fabricación en serie, sirvió de base de pruebas para desarrollar nuevas tecnologías de control de vuelo, en posteriores diseños de naves inestables, que no hubieran podido pasar su fase de pruebas de vuelo, sin la contribución de este avión laboratorio de pruebas de nuevas tecnologías.

## Especificaciones (X-29)
Referencia datos: 

### Características generales
- Tripulación: 1 piloto
- Carga: 1.810 kg
- Longitud: 14,7 m
- Envergadura: 8,29 m
- Altura: 4,26 m
- Superficie alar: 17,54 m²
- Perfil alar: Ala en flecha invertida
- Peso vacío: 6.260 kg
- Peso máximo al despegue: 8.070 kg
- Planta motriz: 1× Turbofán General Electric F404.
  - Empuje normal: 71,2 kN 16.000 lbf de empuje.X-29 realizando varias maniobras en vuelo.

### Rendimiento
- Velocidad máxima operativa (Vno): 1.770 km/h (Mach 1,8) a 10.000 m
- Alcance: 560 km
- Techo de vuelo: 16.800 m

### Desarrollos relacionados
- Northrop F-5

### Aeronaves similares
- Sukhoi Su-47
- / Rockwell-MBB X-31

### Secuencias de designación
- Secuencia G-_ (interna de Grumman): ← G-262 - G-303 - G-426 - G-712 - G-1128 - G-1159 - Model 400
- Secuencia X-_ (Aviones eXperimentales estadounidenses, 1948-presente): ← X-26 - X-27 - X-28 - X-29 - X-30 - X-31 - X-32 →

### Listas relacionadas
- Anexo:Aeronaves de la Fuerza Aérea de los Estados Unidos (históricas y actuales)